# Gabriel Rodrigo
Gabriel Rodrigo Castillo (Barcelona, España, 12 de octubre de 1996) es un expiloto de motociclismo argentino nacido en España.

## Biografía
En 2010 hizo su debut en la clase 80 del campeonato de velocidad del Mediterráneo, y luego pasó a la categoría 125. En 2013 pasó a correr en la categoría Moto 3 del Campeonato de España de Velocidad, donde permaneció hasta 2014, año en el que debutó en la categoría Moto3 del Campeonato del Mundo, compitiendo en el Gran Premio de España, Cataluña, República Checa, San Marino, Aragón y la Comunidad Valenciana como invitado a bordo de una KTM y en el Gran Premio de Alemania reemplazando al lesionado Niklas Ajo en la Husqvarna del equipo Avant Tecno Husqvarna Ajo.
En la temporada 2015 se convirtió en el piloto titular del equipo RBA Racing Team, utilizando una KTM RC 250 GP; su compañera de equipo fue Ana Carrasco. Sus mejores resultados en la temporada fueron una 16.º puesto en el Gran Premio de Japón y un 19.º puesto en el Gran Premio de las Américas. Finalizó la temporada sin puntos.
En la temporada 2016 permaneció en el RBA Racing Team, su nuevo compañero de equipo fue el español Juan Francisco Guevara. Puntuó en un tercio de las carreras de la temporada, logrando un séptimo puesto en el Gran Premio de Malasia y un octavo puesto en el Gran Premio de Aragón como mejores resultados en la temporada. Terminó la temporada en el 24.º puesto con 31 puntos.
La temporada 2017, continuó en el equipo RBA BOE Racing Team y Juan Francisco Guevara continuo como su compañero de equipo. Sus mejores resultados en la temporada fueron dos cuartos puestos en los grandes premios de Gran Bretaña y Australia. Además consiguió dos pole positions en República Checa y Austria, también consiguió una vuelta rápida en Australia. En esta temporada se vio obligado a perderse el Gran Premio de Catar debido a un accidente ocurrido en la primera sesión de práctica libre. También se vio obligado a perderse el Gran Premio de Francia debido a otro accidente ocurrido en la práctica libre del gran premio. Terminó la temporada en la 16.ª posición con 54 puntos.
La temporada 2018 permaneció en el mismo equipo, ahora renombrado RBA BOE Skull Rider, su nuevo compañero de equipo fue el japonés Kazuki Masaki. En esta temporada consiguió el primer podio de su carrera en Cataluña al terminar en el tercer puesto. Además consiguió una pole position en el Gran Premio de Japón y una vuelta rápida en el Gran Premio de San Marino. Se vio obligado a perderse el Gran Premio de Malasia debido a las lesiones en su pierna derecha sufridas en el Gran Premio de Australia. Terminó la temporada en séptimo lugar con 116 puntos.
En la temporada 2019 pasó al Kömmerling Gresini Moto3, utilizando una Honda NSF250R, su compañero de equipo es el italiano Riccardo Rossi.
El piloto hispano-argentino anunció su retirada inmediata de la competición en septiembre de 2022, a los 25 años. Rodrigo estaba completando su primera temporada en Moto2 cuando tuvo que bajarse de la moto en el Gran Premio de Italia para someterse a una operación en su hombro. No estaba prevista su vuelta hasta la siguiente temporada. Rodrigo hizo el anuncio en un vídeo publicado en sus redes sociales, y apuntó a la peligrosidad que corren los pilotos cada fin de semana como el gran motivo de su decisión. Rodrigo explicó que llevaba bastante tiempo dándole vueltas a la idea de retirarse. La última lesión en su hombro, en Le Mans, fue el detonante final, argumentando su decisión en su negativa a correr más riesgos pilotando.

## Resultados

### CEV Moto3
(Carreras en negrita indica pole position, carreras en cursiva indica vuelta rápida)
| Temp. | Moto | 1     | 2       | 3      | 4       | 5      | 6       | 7       | 8      | 9      | 10      | 11    | Pos. | Pts. |
| ----- | ---- | ----- | ------- | ------ | ------- | ------ | ------- | ------- | ------ | ------ | ------- | ----- | ---- | ---- |
| 2013  | KTM  | CAT 3 | CAT Ret | ARA 10 | ALB Ret | ALB 18 | NAV EXC | VAL 13  | VAL 9  | JER 10 |         |       | 11.º | 38   |
| 2014  | KTM  | JER 3 | JER 6   | LMS 2  | ARA 8   | CAT 5  | CAT 4   | ALB Ret | NAV 18 | ALG 13 | VAL Ret | VAL 2 | 4.º  | 101  |

### Campeonato del mundo de motociclismo

#### Por temporada
| Temp. | Cat.  | Moto      | Equipo                               | N.º | Carreras | Victorias | Podios | Poles | V.Ráp. | Pts. | Pos. |
| ----- | ----- | --------- | ------------------------------------ | --- | -------- | --------- | ------ | ----- | ------ | ---- | ---- |
| 2014  | Moto3 | KTM       | RBA Racing Team                      | 91  | 6        | 0         | 0      | 0     | 0      | 0    | NC   |
| 2014  | Moto3 | Husqvarna | Avant Tecno Husqvarna Ajo            | 91  | 1        | 0         | 0      | 0     | 0      | 0    | NC   |
| 2015  | Moto3 | KTM       | RBA Racing Team                      | 91  | 17       | 0         | 0      | 0     | 0      | 0    | NC   |
| 2016  | Moto3 | KTM       | RBA Racing Team                      | 19  | 18       | 0         | 0      | 0     | 0      | 31   | 24.º |
| 2017  | Moto3 | KTM       | RBA BOE Racing Team                  | 19  | 15       | 0         | 0      | 2     | 1      | 54   | 16.º |
| 2018  | Moto3 | KTM       | RBA BOE Skull Rider                  | 19  | 17       | 0         | 1      | 1     | 1      | 116  | 7.º  |
| 2019  | Moto3 | Honda     | Kömmerling Gresini Moto3             | 19  | 14       | 0         | 0      | 1     | 1      | 67   | 18.º |
| 2020  | Moto3 | Honda     | Kömmerling Gresini Moto3             | 2   | 15       | 0         | 0      | 1     | 1      | 80   | 13.º |
| 2021  | Moto3 | Honda     | Indonesian Racing Team Gresini Moto3 | 2   | 13       | 0         | 1      | 1     | 1      | 60   | 19.º |
| 2022  | Moto2 | Kalex     | Pertamina Mandalika SAG Team         | 2   | 7        | 0         | 0      | 0     | 0      | 6    | 22.º |
| Total |       |           |                                      |     | 123      | 0         | 2      | 6     | 5      | 414  |      |

#### Por categoría
| Cat.  | Temporadas    | 1.er Gran Premio | 1.er Podio    | 1.ª Victoria  | Carreras | Victorias | Podios | Poles | V.Ráp. | Pts. | CM |
| ----- | ------------- | ---------------- | ------------- | ------------- | -------- | --------- | ------ | ----- | ------ | ---- | -- |
| Moto3 | 2014–2021     | España 2014      | Cataluña 2018 |               | 116      | 0         | 2      | 6     | 5      | 408  | -  |
| Moto2 | 2022          | Catar 2022       |               |               | 7        | 0         | 0      | 0     | 0      | 6    | -  |
| Total | 2014-presente | 2014-presente    | 2014-presente | 2014-presente | 123      | 0         | 2      | 6     | 5      | 414  | 0  |

#### Carreras por año
(Carreras en negrita indica pole position, carreras en cursiva indica vuelta rápida)
| Año  | Cat.  | Moto      | 1       | 2       | 3       | 4       | 5       | 6       | 7       | 8       | 9       | 10      | 11      | 12      | 13      | 14      | 15      | 16      | 17      | 18      | 19     | 20  | 21 | Pos. | Pts. |
| ---- | ----- | --------- | ------- | ------- | ------- | ------- | ------- | ------- | ------- | ------- | ------- | ------- | ------- | ------- | ------- | ------- | ------- | ------- | ------- | ------- | ------ | --- | -- | ---- | ---- |
| 2014 | Moto3 | KTM       | QAT     | AME     | ARG     | SPA Ret | FRA     | ITA     | CAT 22  | NED     |         |         | CZE Ret | GBR     | RSM Ret | ARA 20  | JPN     | AUS     | MAL     | VAL Ret |        |     |    | NC   | 0    |
| 2014 | Moto3 | Husqvarna |         |         |         |         |         |         |         |         | GER 22  | IND     |         |         |         |         |         |         |         |         |        |     |    | NC   | 0    |
| 2015 | Moto3 | KTM       | QAT 27  | AME 19  | ARG 28  | SPA Ret | FRA Ret | ITA Ret | CAT Ret | NED 25  | GER 26  | IND 31  | CZE Ret | GBR Ret | RSM 20  | ARA 20  | JPN 16  | AUS Ret | MAL 25  | VAL DNS |        |     |    | NC   | 0    |
| 2016 | Moto3 | KTM       | QAT 19  | ARG 19  | AME 18  | SPA 13  | FRA Ret | ITA 13  | CAT Ret | NED Ret | GER 13  | AUT Ret | CZE 17  | GBR 11  | RSM Ret | ARA 8   | JPN Ret | AUS Ret | MAL 7   | VAL Ret |        |     |    | 24.º | 31   |
| 2017 | Moto3 | KTM       | QAT DNS | ARG Ret | AME 11  | SPA 13  | FRA DNS | ITA     | CAT Ret | NED 7   | GER Ret | CZE 26  | AUT 7   | GBR 4   | RSM Ret | ARA Ret | JPN Ret | AUS 4   | MAL 14  | VAL Ret |        |     |    | 16.º | 54   |
| 2018 | Moto3 | KTM       | QAT 5   | ARG 9   | AME 12  | SPA 10  | FRA Ret | ITA 4   | CAT 3   | NED 8   | GER Ret | CZE 5   | AUT 8   | GBR C   | RSM 4   | ARA Ret | THA 5   | JPN 8   | AUS Ret | MAL     | VAL 17 |     |    | 7.º  | 116  |
| 2019 | Moto3 | Honda     | QAT 15  | ARG 6   | AME 4   | SPA Ret | FRA 4   | ITA Ret | CAT Ret | NED 4   | GER Ret | CZE DNS | AUT     | GBR     | RSM 6   | ARA 9   | THA DNS | JPN Ret | AUS Ret | MAL Ret | VAL    |     |    | 18.º | 67   |
| 2020 | Moto3 | Honda     | QAT 6   | SPA 7   | AND 5   | CZE 19  | AUT 11  | EST 4   | RSM 5   | ERM 12  | CAT 10  | FRA 8   | ARA Ret | TER 14  | EUR 15  | VAL Ret | POR 27  |         |         |         |        |     |    | 13.º | 80   |
| 2021 | Moto3 | Honda     | QAT 5   | DOH 13  | POR 5   | SPA Ret | FRA Ret | ITA 3   | CAT 6   | GER Ret | NED 8   | EST 20  | AUT 20  | GBR 15  | ARA Ret | RSM DNS | AME     | ERM     | ALG DNS | VAL     |        |     |    | 19.º | 60   |
| 2022 | Moto2 | Kalex     | QAT 21  | INA 22  | ARG Ret | AME Ret | POR 10  | SPA 17  | FRA Ret | ITA DNS | CAT     | GER     | NED     | GBR     | AUT     | RSM     | ARA     | JPN     | THA     | AUS     | MAL    | VAL |    | 22.º | 6    |